# Жарков, Даниил Эдгардович
Даниил Эдгардович Жарков (6 февраля 1994, Санкт-Петербург) — российский хоккеист, нападающий.

## Биография
Начал играть в хоккей в возрасте четырёх лет. Первый тренер — Алексей Николаевич Галушкин.
Начал сезон 2010/11 в команде «Серебряные Львы» Санкт-Петербург, набрал 3 очка в 12 играх. В 2010 году отправился в американский клуб «Трай-Сити Сторм» в USHL, забил 8 шайб, мделал 3 голевые передачи в 36 играх.
В начале сезона 2011/12 сломал левую ключицу во время тренировки и пропустил 1 месяц. Но после выздоровления в дебютном матче в ОХЛ забил 2 шайбы. За 9 игр, проведенных в ноябре, набрал 11 очков (7+4). Начиная с 30 ноября до 3 декабря забил 6 шайб в трёх матчах. Закончил сезон на 32 месте в предрафтовом рейтинге среди северо-американских хоккеистов.
Выступал за сборную команду России на Чемпионате мира по хоккею среди юниоров в Чехии. Забил 4 шайбы и отдал 1 голевую передачу в шести играх. После успешного сезона был выбран на драфте КХЛ во втором раунде под общим 47-м номером новокузнецким «Металлургом» и на драфте НХЛ в третьем раунде под общим 91-м номером канадским клубом Эдмонтон Ойлерз.
В сезоне 2012/13 был вызван в молодёжную сборную по хоккею на МЧМ 2013 в Уфу, где стал бронзовым призёром.
В мае 2013 года подписал контракт с нижегородским «Торпедо».
Дебютировал в КХЛ 6 сентября 2013 года в матче против уфимского «Салавата Юлаева». В том матче Даниил Жарков провёл на льду 9 минут и 21 секунду.

## Достижения
- Бронзовый призёр молодёжного чемпионата мира 2013.